# Mar Argentino

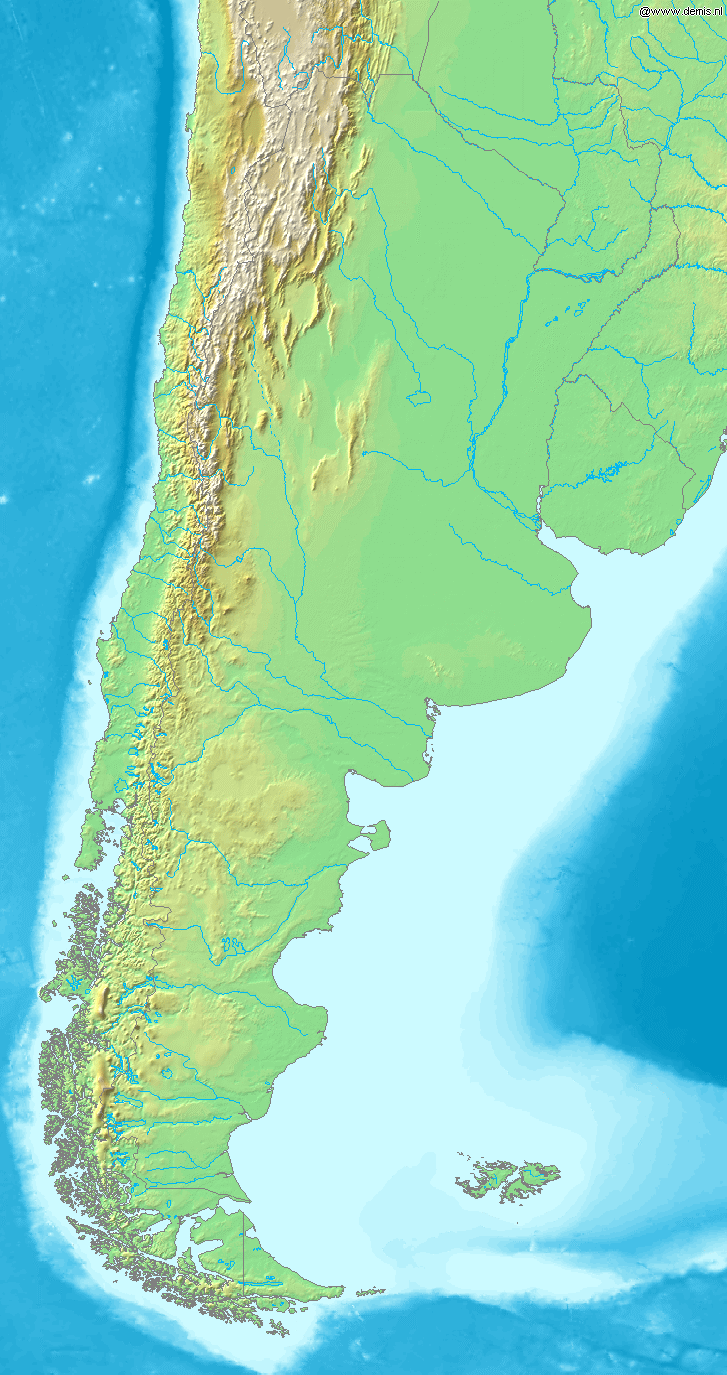
Mapa físico do Cone Sul onde pode observar-se o mar Argentino (cor celeste claro), como una extensa região do oceano Atlântico.

O mar Argentino é o sector do oceano Atlântico compreendido entre o estuário do rio da Prata (paralelo 35º Sul) e o banco Burdwood (aproximadamente 56º 30' Sul), a costa argentina ao oeste e a borda da Plataforma Epicontinental Argentina ao leste, localizando-se o mar Argentino sobre dita plataforma. Sua largura varia entre 210 km frente a Mar del Plata e 850 na latitude das Malvinas. A linha costeira se prolonga por 4.725 km.
Nota: Não deve confundir-se o mar Argentino, que é um acidente geográfico definido por características oceanográficas próprias, com o mar argentino, que se refere às porções de mar sob soberania ou pretendidas pela Argentina.
É um mar litoral e epicontinental, já que cobre a plataforma continental argentina até os 200 m de profundidade. Tem uma extensão de 940 000km², desde a costa bonaerense até as ilhas Malvinas inclusive, isto o faz um dos maiores e mais ricos bancos de pesca do planeta. Imediatamente ao leste do mar Argentino a profundidade aumenta abruptamente caindo o terreno quase verticalmente por um talude recortado em certos pontos por alguns canhões (canions) submarinos, restos de antigos rios existentes durante as glaciações, quando grande parte deste mar se encontrava emergida.
A continuação do talude se estende uma imensa planície abissal que abarca grande parte do Atlântico Sul, conhecida internacionalmente com o nome de bacia Argentina.

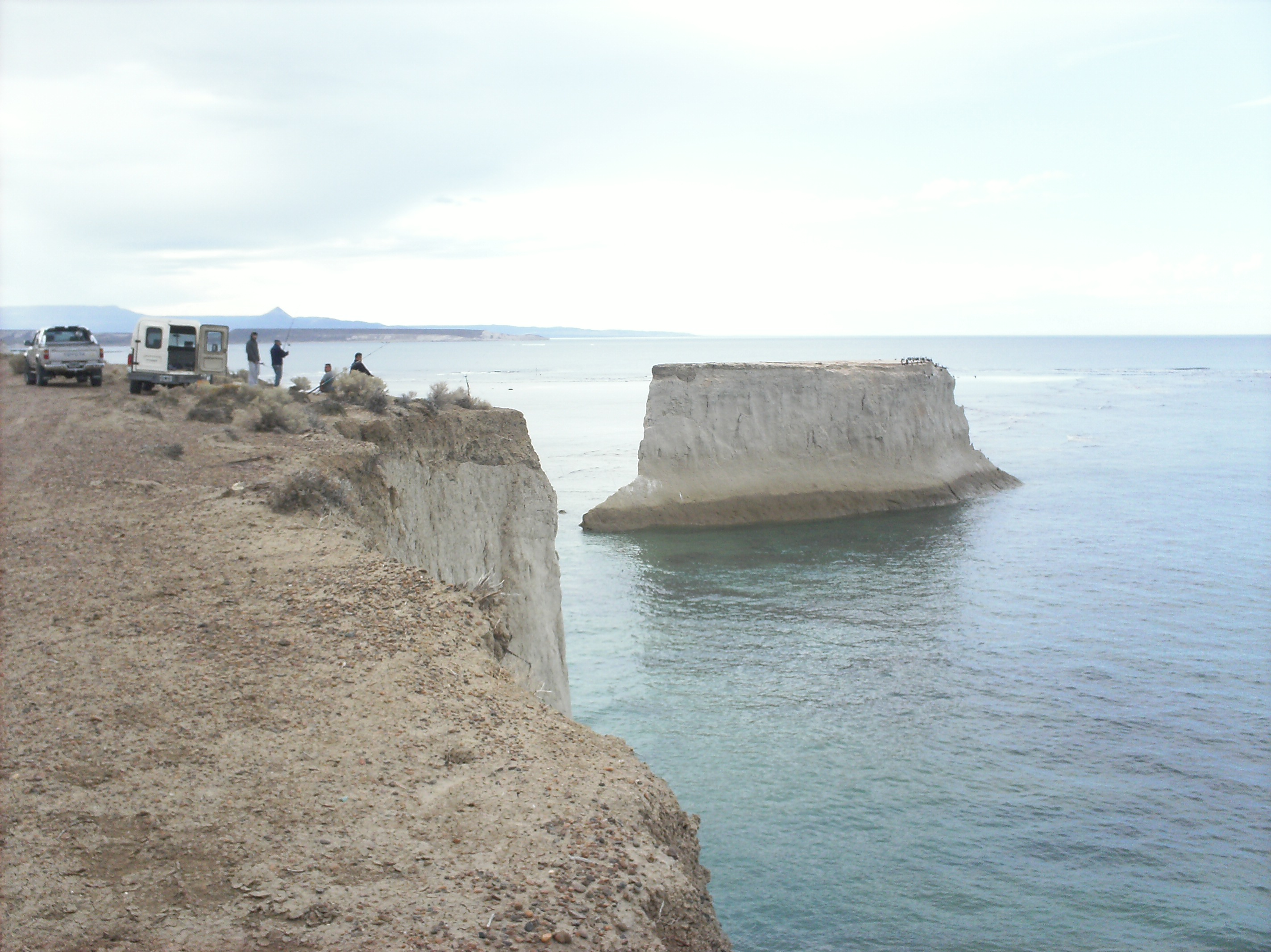
Falésias de Comodoro Rivadavia, na costa do mar Argentino, acidente costeiro formado pela intensa erosão nos penhascos.

Possui duas correntes marinas: uma quente, a corrente do Brasil, que chegam até os 39º de latitude Sul e outra fria, a corrente das Malvinas (cujo núcleo segue a isobatimétrica de 200 m), a que é uma prolongação da corrente Circumpolar Antártica. É um mar de grande riqueza econômica tanto em suas águas, (recursos ictícolas, plâncton, crustáceos, cetáceos, mariscos, algas, potencial energia maremotriz), como em seu subsolo (hidrocarbonetos).
Nas costas de penhascos se encontram variedades de lapas e mexilhões, polvos e meros, assim como almejas, estrelas, mexilhões, caranguejos e linguados.
As aves marinas, especialmente pinguins e cormorões, também encontram nestas costas, lugares de refúgio e nidificação, como na Punta Tombo, na Província de Chubut, um lugar paradisíaco para diversidade de espécies, que abundam e mostram seus comportamentos próprios neste lugar declarado «reserva faunística provincial».
As costas pedregosas são as preferidas dos leões e elefantes-marinhos, para ter suas crias.